# دیتر رینر
دیتر رینر (انگلیسی: Dieter Renner; ۱۸ دسامبر ۱۹۴۹ – ۲۸ مهٔ ۱۹۹۸) بازیکن فوتبال اهل آلمان بود.